# Золотухин, Пётр Васильевич
Пётр Васи́льевич Золоту́хин (октябрь 1897, Нижний Мамон, Воронежская губерния — 1968, Москва) — советский учёный-историк.
Ректор Ленинградского университета (1939—1941) и Московского государственного педагогического института им. В. И. Ленина (1948—1950); начальник Отдела народного образования Советской военной администрации в Германии (1945—1948). Генерал-лейтенант.

## Биография
Родился в селе Нижний Мамон Павловского уезда Воронежской губернии (ныне — в Верхнемамонском районе Воронежской области) в 1897 году в крестьянской семье.
Русский, в ВКП(б) с 1925. Окончил педагогический институт.
С 1930 года — преподаватель ЛГПИ имени А. И. Герцена; руководил общеэкономическим отделением института. С 1939 по 1941 годы — директор (ректор) Ленинградского университета. С июня 1941 года — редактор газеты «Ленинградская правда». С началом Великой Отечественной войны играл значительную роль в проведении идеологической и организационно-пропагандистской работы в Ленинграде. В 1943 году переведён на работу в Москву на должность заместителя Председателя Комитета пo делам высшей школы при Совнаркоме СССР. С 23 июня 1944 года — заместитель наркома просвещения РСФСР.
После победы над Германией в 1945 году и создания Советской военной администрации по управлению Советской зоной оккупации в Германии (СВАГ) под управлением Г. К. Жукова, Пётр Золотухин с 10 августа 1945 по 20 июля 1948 — начальник Отдела народного образования Советской военной администрации в Германии в воинском звании генерал-лейтенант. В этой должности внёс значительный вклад в восстановление образовательного процесса в разрушенной войной Германии.
После возвращения из Германии — директор (ректор) Московского государственного педагогического института им. В. И. Ленина (с 26 июня 1948 года по 20 апреля 1950 года).
Скончался в 1968 году.

## Награды
- орден Трудового Красного Знамени (21.02.1944)